# Geocrinia
A Geocrinia a kétéltűek osztályának békák (Anura) rendjébe és a Myobatrachidae családba tartozó nem.

## Elterjedése
A nembe tartozó fajok Ausztrália délkeleti és délnyugati területein honosak.

## Taxonómiai helyzete
Korábban a nembe sorolt valamennyi faj a Crinia nembe tartozott. A későbbi vizsgálatok azonban kimutatták, hogy jelentős morfológiai különbségek vannak a Geocrinia és a Crinia békái között. Ezek az enyhén zömökebb test, a hasi oldal simább bőre, valamint a legjelentősebb, a szaporodási folyamat, mivel a Geocrinia békái nem a vízbe helyezik a petéiket. A Geocrinia egyes fajainak ebihal fázisa teljes mértékben a peteburokban megy végbe, míg mások kezdetben a petében fejlődnek, majd elegendő eső hatására a vízben folytatják és fejezik be lárvaállapotukat. 

## Rendszerezés
A nembe az alábbi fajok tartoznak:
- Geocrinia laevis (Günther, 1864)
- Geocrinia leai (Fletcher, 1898)
- Geocrinia victoriana (Boulenger, 1888)